# فینال جام حذفی فوتبال انگلستان ۱۹۵۰
فینال جام حذفی فوتبال انگلستان ۱۹۵۰، رقابت پایانی جام حذفی فوتبال انگلستان در سال ۱۹۵۰ میلادی است که مابین دو تیم باشگاه فوتبال آرسنال و باشگاه فوتبال لیورپول در ورزشگاه ومبلی لندن برگزار شده‌است.
این مسابقه که در تاریخ ۲۹ آوریل ۱۹۵۰ انجام شده‌است با نتیجه ۲ بر ۰ به سود تیم باشگاه فوتبال آرسنال به پایان رسید.